# Associazione Calcio Reggiana 1942-1943
Questa voce raccoglie le informazioni riguardanti l'Associazione Calcio Reggiana  nelle competizioni ufficiali della stagione 1942-1943.

## Stagione
La Reggiana riprende dal girone C della Serie C e nel suo girone c'è anche il Guastalla dove gioca l’ex granata Nellusco Campari. Si continua a giocare al pallone anche con la guerra sempre più coinvolgente, sono infatti dietro l'angolo i primi bombardamenti.
Il portiere Satiro Lusetti viene ceduto al Modena (sarà nell’immediato dopoguerra in serie A con l’Andrea Doria (poi, dal 1946, Sampdoria). Arrivano in granata Pier Luigi Alvigini e Manlio Boffardi dal Rapallo, Ugo Giovanardi dal Lugo, Giuseppe Marmiroli dal Mantova, Gino Strocchi e Paolo Zampighi dal Ravenna, ma soprattutto dalla Sanremese il centravanti Adriano Zecca, che sarà alla Roma in Serie A. Sarà lui il miglior realizzatore granata di stagione con 14 reti, buono anche il contributo di Giuseppe Marmiroli con 12 centri.
Tra i nostri Vivante Montanari, detto Briga. Il campionato è discreto, ma nulla più e la Reggiana, guidata da Alfredo Mazzoni, è sorpassata dal Parma che si aggiudica il girone, e resta in C, pur conquistando il diritto alla promozione sul campo le viene tolto in piena estate per illecito sportivo.

## Divise
| Prima divisa |

## Rosa
| N. |                   | Ruolo | Calciatore          |
| -- | ----------------- | ----- | ------------------- |
|    | Italia (bandiera) | C     | Pier Luigi Alvigini |
|    | Italia (bandiera) | C     | Armando Bedogni     |
|    | Italia (bandiera) | D     | Luigi Bernardi      |
|    | Italia (bandiera) | A     | Manlio Boffardi     |
|    | Italia (bandiera) | D     | Milo Campari        |
|    | Italia (bandiera) | D     | Nello Caraffi       |
|    | Italia (bandiera) | C     | Luigi Ganassi       |
|    | Italia (bandiera) | C     | Ugo Giovanardi      |
|    | Italia (bandiera) | A     | Giuseppe Marmiroli  |

| N. |                   | Ruolo | Calciatore        |
| -- | ----------------- | ----- | ----------------- |
|    | Italia (bandiera) | P     | Livio Martinelli  |
|    | Italia (bandiera) | C     | Vivante Montanari |
|    | Italia (bandiera) | A     | Dino Sala         |
|    | Italia (bandiera) | D     | Livio Spaggiari   |
|    | Italia (bandiera) | A     | Gino Strocchi     |
|    | Italia (bandiera) | P     | Gino Vasirani     |
|    | Italia (bandiera) | C     | Alcide Ivan Violi |
|    | Italia (bandiera) | A     | Paolo Zampighi    |
|    | Italia (bandiera) | A     | Adriano Zecca     |

## Serie C girone G

### Girone di andata
| Arbitro: | Sverzellati (Piacenza) |

|                                                                    |           |                            |
| Boffardi 20’, 40’, 83’ Zampighi 27’ Zecca Goal’ (66) Marmiroli 90’ | Marcatori | 30’ Frascaroli 88’ Mazzoni |

| Arbitro: | Rosso (Casale Monferrato) |

|             |           |                                                           |
| Ganelli 55’ | Marcatori | 7’ (aut.) Fiorani 42’ Boffardi 70’ Marmiroli 85’ Strocchi |

| Arbitro: | Da Broj (Forlì) |

|                        |           |                  |
| Boffardi 46’ Zecca 86’ | Marcatori | 26’, 63’ Gardini |

| Carpi 25 ottobre 1942 4ª giornata | Carpi                 | 0 – 0 | Reggiana | Polisportivo Mario Papotti\| Arbitro: \| Bonamartini (Firenze) \| |
| Arbitro:                          | Bonamartini (Firenze) |       |          |                                                                   |

| Arbitro: | Vannini (Bologna) |

|                                 |           |             |
| Strocchi 69’ Marmiroli 58’, 78’ | Marcatori | 16’ Boriani |

| Arbitro: | Magelli (Modena) |

|                 |           |                         |
| Dellevacche 62’ | Marcatori | 34’ Zecca 72’ Marmiroli |

| Arbitro: | Cazzamalli (Crema) |

|            |           |                |
| Milani 89’ | Marcatori | 63’, 83’ Zecca |

| Arbitro: | Grattarola (Bologna) |

|                             |           |                      |
| Zampighi 12’, 21’ Zecca 57’ | Marcatori | 36’ (rig.) Mazzocchi |

| 29 novembre 9ª giornata | Amatori Bologna | – A Tav. | Reggiana |  |

| Reggio Emilia 6 dicembre 1942 10ª giornata | Reggiana         | 0 – 0 | Panigale | Stadio Mirabello\| Arbitro: \| Magelli (Modena) \| |
| Arbitro:                                   | Magelli (Modena) |       |          |                                                    |

| Arbitro: | Vannini (Bologna) |

|                        |           |              |
| Obici II 69’ Ferri 75’ | Marcatori | 51’ Strocchi |

### Girone di ritorno
| Arbitro: | Da Broj (Forlì) |

|                                 |           |                                           |
| Cavalazzi 43’, 76’ Ansaloni 75’ | Marcatori | 42’ Sala 46’ Boffardi 51’ Zecca 66’ Violi |

| Arbitro: | Bigozzi (Firenze) |

|                                                            |           |  |
| Marmiroli 61’ Zecca 81’ (rig.) Giovanardi 83’ Boffardi 89’ | Marcatori |  |

| Arbitro: | Mondani (Milano) |

|                                 |           |  |
| Degara 3’, 13’, 74’ Ferrari 46’ | Marcatori |  |

| Arbitro: | Sverzellati (Piacenza) |

|                        |           |                    |
| Strocchi 76’ Violi 80’ | Marcatori | 24’ (rig.) Vellani |

| Arbitro: | Camiolo (Milano) |

|                    |           |  |
| Cavezza 26’ (rig.) | Marcatori |  |

| 7 febbraio 1943 17ª giornata |  | – A Tav. |  |  |

| Arbitro: | Grattarola (Bologna) |

|                             |           |             |
| Marmiroli 12’, 25’ Sala 89’ | Marcatori | 31’ Bianchi |

| Arbitro: | Goracci (Firenze) |

|  |           |                                                                         |
|  | Marcatori | 14’ (aut.) Mazzocchi 17’ Sala 37’, 54’ Marmiroli 86’ Strocchi 88’ Zecca |

| 28 febbraio 1943 20ª giornata | Reggiana | – A Tav. | Amatori Bologna |  |

| Arbitro: | Tonso (Bergamo) |

|           |           |  |
| Majch 80’ | Marcatori |  |

| Arbitro: | Autorino (Forlì) |

|                         |           |                     |
| Zecca 5’, 31’, 39’, 72’ | Marcatori | 44’ (rig.) Gardelli |